# بابا حسن (داي)
بابا حسن داي الجزائر ما بين عامي (1682 و1683)، وانتهى حكمه بعد أن قتله حسين ميزو مورتو الذي تولىّ بعده حكم الجزائر.

## سيرة
وكان سلفه ريسًا قديمًا، محمد تريك، عدو فرنسا. تخلى عن السلطة لصهره بابا حسن. تولى بابا حسن منصبه وسط الصراع مع فرنسا، ووجب عليه أن يواجه حملة جديدة من دوكين في 26 أغسطس 1682 نحو شرشال والجزائر العاصمة. تم التوصل إلى هدنة في سبتمبر 1682، ولكن دون نتائج لأن مقترحات بابا حسن رفضت من قبل الأدميرال دوكيسن. في 13 سبتمبر، حقق الرايس (القراصنة) اختراقًا خطيرًا واضطر دوكين إلى الانسحاب. ومع ذلك، عاد في العام التالي (1683) وقصف الجزائر العاصمة مرة أخرى.

### فهرس
1. 1 2  الميلي، صفحة 187
2. ↑  الميلي، صفحة 188
3. ↑   http://dspace.univ-msila.dz:8080/xmlui/handle/123456789/17110. {{استشهاد ويب}}: |url= بحاجة لعنوان (مساعدة) والوسيط |title= غير موجود أو فارغ (من ويكي بيانات) (مساعدة)
4. ↑  Kaddache 2003، صفحة 421.
5. ↑  موقع حكام: دايات الجزائرتاريخ الوصول: 10 يونيو 2010 نسخة محفوظة 13 مايو 2017 على موقع واي باك مشين.
6. ↑  Piesse 1879، صفحة 11

### المعلومات الكاملة للمراجع
بالعربية
- الميلي، مبارك بن محمد. تاريخ الجزائر في القديم و الحديث. الجزائر: مكتبة النهضة الجزائرية. ج. 3.

بالفرنسية
- Kaddache, Mahfoud (2003). L'Algérie des Algériens. De la Préhistoire à 1954 (بالفرنسية). Paris-Méditerranée. ISBN:978-2842721664.
- Piesse, Louis (1879). Itinéraire de l'Algérie (بالفرنسية). Hachete. Archived from the original on 2024-05-10. Retrieved 2020-08-29. {{استشهاد بكتاب}}: الوسيط غير المعروف |عنوان فرعي= تم تجاهله (help)